# Vonda N. McIntyre
Vonda Neel McIntyre (Louisville, Kentucky, 28 de agosto de 1948-Seattle, Washington, 1 de abril de 2019) fue una escritora estadounidense de ciencia ficción que destacó por ser pionera en la ciencia ficción feminista. Fue la tercera mujer en la historia en ganar un premio Hugo. Además de dicho premio, recibió durante su carrera tres premios Nébula y un premio Locus.

## Biografía
Nació el 28 de agosto de 1948 en Louisville (Kentucky), hija de H. Neel y Vonda B. Keith McIntyre. Pasó su primera infancia en la costa este de los Estados Unidos y en La Haya (Países Bajos), antes de que su familia se estableciera en Seattle (Washington) a principios de la década de 1960. Obtuvo un graduado (B.Sc.) con honores en biología en la Universidad de Washington en 1970. Posteriormente, McIntyre continuó sus estudios de posgrado en dicha universidad en la rama de la genética.
En febrero de 2019, amigos de Vonda N. McIntyre informaron que esta había sido diagnosticada de un cáncer de páncreas. Falleció el 1 de abril de 2019 en su casa de Seattle, a consecuencia de dicha afección. En su testamento, McIntyre legó los derechos de sus obras literarias a la organización de los talleres Clarion West, así como la suma de 387 129 dólares americanos.

## Carrera literaria

### Inicios y década de 1970
Recibió su primer rechazo editorial cuando, a los 14 años, envió un guion para un comic de Los 4 Fantásticos. Vendió su primer cuento en verano de 1969. En 1970 asistió al taller de escritores Clarion (Clarion Writers Workshop) de la Universidad Clarion de Pensilvania. Fue una de las primeras graduadas de Clarion en convertirse en una escritora profesional de éxito. En 1971 fundó el Clarion West Writers Workshop en Seattle, con el apoyo del fundador de Clarion Robin Scott Wilson. Contribuyó allí hasta 1973.
Su primera obra de ciencia ficción publicada fue el relato "Breaking Point" (1970), que apareció en la revista Venture Science Fiction. Robin Scott Wilson incluyó su cuento "Sólo de noche" (Only at Night) en la primera antología Clarion que publicó en 1971. También aparecieron historias suyas en las prestigiosas antologías Orbit de Damon Knight, concretamente "Espectros" (Spectra) en Orbit 11 (1972) y "Los monstruos del genio" (The Genius Freaks) en Orbit 12 (1973), así como en otras antologías de Samuel R. Delany, David Gerrold y otros.
McIntyre publicó en 1973 sus dos primeras obras reconocidas en los premios anuales del género. "Alas" (Wings, abril de 1973) fue finalista tanto al premio Nébula al mejor relato corto como al premio Hugo al mejor relato corto, y quedó en séptima posición en el premio Locus a la mejor ficción breve. El relato De niebla, hierba y arena ✍ (Of Mist, and Grass, and Sand), publicado en el número de octubre de la revista Analog Science Fiction/Science Fact (dirigida entonces por Ben Bova), tuvo incluso mayor éxito, ganando el premio Nébula al mejor relato de 1973, además de quedar finalista al premio Hugo al mejor relato de 1974 y quedar en segunda posición en el premio Locus a la mejor ficción breve. Posteriormente, el relato formaría parte de la novela Serpiente del sueño (1978), y también sería seleccionado por el propio Bova para formar parte de la antología Lo mejor de los premios Nébula (1989), que recoge las mejores obras ganadoras de estos premios en sus primeras 25 ediciones.
El cuento "Las montañas del ocaso, las montañas del alba", publicado en The Magazine of Fantasy & Science Fiction en febrero de 1974, también aparecería en la lista de nominados al premio Locus al mejor relato corto de 1975 en la posición 16. Otro cuento del mismo año es "Recourse, Inc.", que apareció en la antología Alternities (1974) de Gerrold y Stephen Goldin. 
La primera novela de McIntyre fue Espera en exilio (The Exile Waiting, 1975). La novela apareció en la colección del Science Fiction Book Club (SFBC), y con ella McIntyre consiguió ser finalista al premio Nébula a la mejor novela por primera vez, y de figurar ―en una discreta decimoquinta posición― en la lista del premio Locus a la mejor novela de ciencia ficción de 1976.
McIntyre participó en el simposio "Mujeres en la ciencia ficción" (Women in Science Fiction Symposium) de 1975, junto con autores como Chelsea Quinn Yarbro, Ursula K. Le Guin, Samuel R. Delany, James Tiptree Jr. y otros. Al año siguiente editó junto con Susan J. Anderson la antología Aurora: Beyond Equality (1976), una  de las primeras antologías de ciencia ficción feminista y que sería nominada en 1977 al premio Locus a la mejor antología.
En 1976 Robert Silverberg seleccionó para la antología The Crystal Ship (1976) su novela corta "Tapón roscado" (Screwtop). Al año siguiente publicaría "Aztecas" (Aztecs) en la antología conmemorativa 2076: The American Tricentennial (1977) de Edward Bryant y Jo Ann Harper. La obra fue muy bien recibida, siendo finalista al premio Nébula a la mejor novela corta de la edición del año 1977, al premio Hugo a la mejor novela corta de 1978 y al premio Locus a la mejor novela corta del mismo año (donde quedó en tercera posición). Posteriormente McIntyre reutilizaría esta obra para la confección de su novela Superluminal.
Pero su consagración definitiva llegaría en 1978, de nuevo de la mano de Analog y Bova. En los números de febrero y marzo de dicha revista aparecieron los relatos The Serpent's Death y The Broken Dome, ambos ambientados en la mismo mundo que su relato de 1973 De niebla, hierba y arena ✍. Juntos, los tres relatos formarían la novela Serpiente del sueño (Dreamsnake, 1978), publicada ese mismo mes de marzo por la editorial Houghton Mifflin y más tarde incluida en la colección del SFBC. La novela se convirtió en el mayor éxito de la autora, y fue galardonado con los premios Nébula y Hugo a la mejor novela y el Locus a la mejor novela de ciencia ficción. En 1995 sería también nominada en la edición retrospectiva del premio James Tiptree Jr..
El broche de oro de la década lo puso su relato "Torrente de fuego" (Fireflood), que apareció en el número de noviembre de 1979 de la revista The Magazine of Fantasy & Science Fiction. El relato fue su quinta ―y última― obra finalista a un premio Hugo y quedó en tercera posición en el premio Locus al mejor relato en 1980.
McIntyre recopiló su mejor ficción corta publicada durante esa década en la colección Torrente de fuego y otros relatos ✍ (Fireflood and Other Stories, 1979). En ella aparecen entre otros los mencionados "Sólo de noche", "Espectros", "Los monstruos del genio", "Alas", "De niebla, hierba y arena", "Las montañas del ocaso, las montañas del alba", "Recourse, Inc", "Tapón roscado", "Aztecas" y "Torrente de fuego". La colección quedaría en quinta posición del premio Locus a la mejor colección de 1980 y sería nominada en la categoría correspondiente de los premios Balrog.

### Novelas para las franquicias deStar TrekyStar Wars
Durante la década de 1980, McIntyre comenzó a escribir novelas por encargo para la franquicia televisiva de ciencia ficción Star Trek. Sus novelas El efecto entropía ✍ (1981) y Enterprise: The First Adventure (1986) fueron escritas para la colección de novelas basadas en la serie original que Pocket Books —un sello editorial de Simon & Schuster— edita desde 1979. El efecto entropía es la novela número 2 de dicha colección, y es la primera en establecer el nombre de pila de Hikaru Sulu, idea de McIntyre. El nombre entraría a formar parte del canon de Star Trek tras ser incluido en el guion de la película Star Trek VI: aquel país desconocido.
Pero las obras más populares de McIntyre situadas en el universo de Star Trek son sus novelizaciones de las películas Star Trek II: la ira de Khan (1982), Star Trek III: en busca de Spock (1984) y Star Trek IV: misión: salvar la Tierra (1986). La novela Star Trek II: The Wrath of Khan (número 7 de la colección de Pocket Books) apareció en julio de 1982 y permaneció durante tres semanas en la lista de los libros más vendidos del New York Times;[cita requerida] Star Trek III: The Search for Spock (número 17 de la colección) por su parte alcanzó el segundo puesto de la lista tras publicarse en junio de 1984;[cita requerida] y Star Trek IV: The Voyage Home (sin número de colección), publicado en diciembre de 1986, llegó a alcanzar el puesto número 3 en las ocho semanas que permaneció en la lista.[cita requerida]
McIntyre también escribió, para la franquicia cinematográfica Star Wars, la novela Estrella de cristal ✍ (1994). La novela también logró un gran éxito de ventas y apareció en la lista de más vendidos del New York Times.[cita requerida]

### Década de 1980, 1990 y 2000
Durante la década de 1980, McIntyre publicó varias novelas, como Superluminal (1983) ―que expande su relato "Aztecas"― y Barbary (1986).
A finales de la década de 1980 y durante la primera mitad de la de 1990, McIntyre publicó una saga del subgénero space opera formada por las novelas Starfarers (1989), Transition (1991), Metaphase (1992) y Nautilus (1994). La saga fue concebida originalmente por McIntyre como el argumento de una serie de televisión ficticia durante una mesa redonda en una convención de ciencia ficción, en respuesta a la actitud negativa general que por entonces se mostraba en dichos encuentros hacia la ciencia ficción televisiva. Posteriormente, McIntyre consideró que la historia podría llegar a convertirse en una buena novela, y eventualmente terminó publicando las cuatro novelas que forman actualmente la saga.
Su siguiente novela fue La Luna y el Sol ✍ (The Moon and the Sun, 1997), una fantasía histórica ambientada en el Versalles de Luis XIV. La obra le supuso su tercer premio Nébula ―su segundo de mejor novela― y también fue nominada al premio James Tiptree Jr. y al premio Locus a la mejor novela de fantasía.
Su obra más destacada durante el siglo XXI es el relato “Little Faces” (2005), finalista de los premios Theodore Sturgeon Memorial, Nébula y James Tiptree Jr..
A pesar de su enfermedad, continuó escribiendo hasta el último momento, completando una novela titulada Curve of the World poco tiempo antes de su fallecimiento en abril de 2019.

## Elementos recurrentes de sus relatos
Dos elementos que McIntyre utilizaba habitualmente en varios relatos, con independencia de los contextos cambiantes, son «buzos» y «biocontrol».
Los «buzos» son humanos modificados genéticamente para vivir bajo el agua, aunque conservan la posibilidad de respirar aire. Sus características incluyen branquias, piel aislante, manos y pies palmeados para ayudar a la natación, la capacidad de producir y escuchar sonidos en el rango utilizado por los cetáceos para la comunicación, y penes retráctiles para los hombres. Superluminal tiene un buzo protagonista, y extensos desarrollos sobre la cultura buzo en la tierra; también aparecen en la serie Starfarers, y existen referencias en los episodios de Viaje a las estrellas IV. 
El «biocontrol» es una habilidad aprendida que permite controlar aspectos de la propia psicología que son normalmente automáticos. La utilidad más importante es para control de la natalidad; parece ser que los profesionales del tema cambian la temperatura corporal alrededor de sus testículos u ovarios, para hacer inviable su material genético. Uno de los personajes experimenta el biocontrol en la trama de Serpiente del sueño; la habilidad se menciona además en la serie Starfarers, donde se utiliza además para retardar el crecimiento de la barba masculina, y en Viaje a las estrellas III, donde se toman exámenes de biocontrol.

## Obra

### Novelas
| Novelas independientes - Espera en exilio (1975) - Serpiente del sueño (1978) - Superluminal (1983) - The Bride (1985) - Barbary ✍ (1986) - La Luna y el Sol ✍ (1997) Serie Starfarers - Starfarers (1989) - Transition (1991) - Metaphase (1992) - Nautilus (1994) | Novelas del universo Star Trek Ambientadas en la serie original: - El efecto entropía ✍ (Pocket Books, 1981), (Nº 2 colección Star Trek) - Enterprise: The First Adventure ✍ (Pocket Books, 1986) Ambientadas en las películas: - Star Trek: The Wrath of Khan (Pocket Books, 1982), (Nº 7 colección Star Trek) - Star Trek III: The Search for Spock (Pocket Books, 1984), (Nº 17 colección Star Trek) - Star Trek IV: The Voyage Home (Pocket Books, 1986) - Duty, Honor, Redemption (2004) Novelas del universo Star Wars - Estrella de cristal ✍ (Bantam Books, 1994) |

### Ficción breve
Relatos
- "Breaking Point" (Venture Science Fiction, febrero de 1970)
- "Sólo de noche" (Clarion, junio de 1971)
- "Cages" (Quark/4, agosto de 1971)
- "The Galactic Clock" (Generation: An Anthology of Speculative Fiction, julio de 1972)
- "Espectros" (Orbit 11, 1972)
- "Alas" (The Alien Condition, abril de 1973)
- "Los monstruos del genio" (Orbit 12, julio de 1973)
- "De niebla, hierba y arena" (Analog Science Fiction/Science Fact, octubre de 1973)
- "Las montañas del ocaso, las montañas del alba" (The Magazine of Fantasy & Science Fiction, febrero de 1974)
- "Recourse, Inc" (Alternities, julio de 1974)
- "Thanatos" (Future Power, abril de 1976)
- "El principio del fin" (Analog Science Fiction/Science Fact, septiembre de 1976)
- "Tapón roscado" (The Crystal Ship, septiembre de 1976)
- "Aztecas" (2076: The American Tricentennial, abril de 1977)
- "La muerte de la serpiente" (Analog Science Fiction/Science Fact, febrero de 1978)
- "The Broken Dome" (Analog Science Fiction/Science Fact, marzo de 1978)
- "Torrente de fuego" (The Magazine of Fantasy & Science Fiction, noviembre de 1979)
- "Shadows, Moving" (Interfaces, febrero de 1980)
- "Elfleda" (New Dimensions 12, junio de 1981)
- "Looking for Satan " (Shadows of Sanctuary, octubre de 1981)
- "Tránsito" (Isaac Asimov's Science Fiction Magazine, octubre de 1983)
- "Malheur Maar" (Full Spectrum 2, abril de 1989)
- "Steelcollar Worker" (Analog Science Fiction and Fact, noviembre de 1992)
- "The Adventure of the Field Theorems" (Sherlock Holmes in Orbit, 1995)
- "The Sea Monster's Song" (Odyssey, Issue 1, noviembre de 1997)
- "Night Harvest" (Odyssey, Issue 4, 1998)
- "Little Faces" (webzine Sci Fiction, febrero de 2005)
- "A Modest Proposal" (Nature, marzo de 2005)
- "Misprint" (Nature, julio de 2008)
- "LADeDeDa" (Nature, marzo de 2009); con Ursula K. Le Guin
- "Little Sisters" (sitio web Book View Café, mayo de 2015)

Colecciones de relatos
- Torrente de fuego y otros relatos ✍ (1979)

Contiene los relatos "Torrente de fuego", "De niebla, hierba y arena", "Espectros", "Alas" , "Las montañas del ocaso, las montañas del alba", "El principio del fin", "Tapón roscado", "Sólo de noche", "Recourse, Inc", "Los monstruos del genio" y "Aztecas".

## Adaptaciones
En 2013 comenzó la producción de una película basada en su novela La Luna y el Sol ✍ bajo el título The King's Daughter, y en la que Pierce Brosnan interpreta el papel de Luis XIV de Francia ("El Rey Sol"). El estreno de la película ―anunciado inicialmente para el 10 de abril de 2015― fue cancelado y pospuesto para una fecha futura no especificada.

## Premios y reconocimientos
McIntyre fue finalista de los premios Hugo en 5 ocasiones y de los premios Nébula en 8, logrando en total una victoria en los Hugo ―en 1979― y tres en los Nébula ―en las ediciones de 1973, 1978 y 1997―. También fue finalista 14 veces en los premios Locus, logrando una victoria en 1979. Fue nominada en galardones como el premio James Tiptree Jr. ―en 5 ocasiones―, el premio Ditmar, el premio Balrog, el premio Theodore Sturgeon Memorial o el premio Seiun. En 2010, la Asociación de escritores de ciencia ficción y fantasía de Estados Unidos le entregó su premio SFWA Service en reconocimiento por su labor manteniendo las páginas web de varios miembros de la SFWA en el dominio SFF.net. En 2015, la asociación SFRA (Science Fiction Research Association) le entregó el premio Clareson, que se otorga "por actividades de servicio sobresalientes como la promoción de la enseñanza y el estudio de la ciencia ficción, la edición, la revisión, la redacción editorial, la publicación, la organización de reuniones, la tutoría, y el liderazgo en organizaciones de CF/fantasía". McIntyre fue la invitada de honor de la 73ª Worldcon celebrada en 2015 en Spokane (Washington).
Su palmarés como escritora incluye los siguientes premios y nominaciones:
| Año  | Obra                                          | Premio                                               | Resultado | Refs.  |
| ---- | --------------------------------------------- | ---------------------------------------------------- | --------- | ------ |
| 1973 | Alas                                          | Premio Nébula al mejor relato corto                  | Finalista | [ 12 ] |
| 1974 | Alas                                          | Premio Locus a la mejor ficción breve                | 7ª        | [ 14 ] |
| 1974 | Alas                                          | Premio Hugo al mejor relato corto                    | Finalista | [ 13 ] |
| 1973 | De niebla, hierba y arena                     | Premio Nébula al mejor relato                        | Ganadora  | [ 12 ] |
| 1974 | De niebla, hierba y arena                     | Premio Locus a la mejor ficción breve                | 2ª        | [ 14 ] |
| 1974 | De niebla, hierba y arena                     | Premio Hugo al mejor relato                          | Finalista | [ 13 ] |
| 1975 | Las montañas del ocaso, las montañas del alba | Premio Locus al mejor relato corto                   | Nominada  | [ 16 ] |
| 1975 | Espera en exilio                              | Premio Nébula a la mejor novela                      | Finalista | [ 17 ] |
| 1976 | Espera en exilio                              | Premio Locus a la mejor novela                       | Nominada  | [ 18 ] |
| 1977 | Aurora: Beyond Equality                       | Premio Locus a la mejor antología                    | Nominada  | [ 19 ] |
| 1977 | Aztecas                                       | Premio Nébula a la mejor novela corta                | Finalista | [ 20 ] |
| 1978 | Aztecas                                       | Premio Locus a la mejor novela corta                 | 3ª        | [ 22 ] |
| 1978 | Aztecas                                       | Premio Hugo a la mejor novela corta                  | Finalista | [ 21 ] |
| 1978 | Serpiente del sueño                           | Premio Nébula a la mejor novela                      | Ganadora  | [ 24 ] |
| 1979 | Serpiente del sueño                           | Premio Locus a la mejor novela                       | Ganadora  | [ 26 ] |
| 1979 | Serpiente del sueño                           | Premio Hugo a la mejor novela                        | Ganadora  | [ 25 ] |
| 1979 | Serpiente del sueño                           | Premio Ditmar a la mejor ficción larga internacional | Nominada  |        |
| 1995 | Serpiente del sueño                           | Premio James Tiptree Jr. (Retrospectivo)             | Nominada  |        |
| 1980 | Torrente de fuego                             | Premio Locus al mejor relato                         | 3ª        | [ 28 ] |
| 1980 | Torrente de fuego                             | Premio Hugo al mejor relato                          | Finalista | [ 27 ] |
| 1980 | Torrente de fuego y otros relatos             | Premio Locus a la mejor colección                    | 5ª        | [ 28 ] |
| 1980 | Torrente de fuego y otros relatos             | Premio Balrog a la mejor colección/antología         | Nominada  |        |
| 1983 | Tránsito                                      | Premio Nébula a la mejor novela corta                | Finalista | [ 33 ] |
| 1984 | Superluminal                                  | Premio Locus a la mejor novela de ciencia ficción    | Nominada  | [ 34 ] |
| 1990 | Malheur Maar                                  | Premio Locus al mejor relato corto                   | Nominada  | [ 35 ] |
| 1993 | Steelcollar Worker                            | Premio Locus al mejor relato corto                   | Nominada  | [ 36 ] |
| 1997 | La Luna y el Sol                              | Premio James Tiptree Jr.                             | Nominada  |        |
| 1997 | La Luna y el Sol                              | Premio Nébula a la mejor novela                      | Ganadora  | [ 37 ] |
| 1998 | La Luna y el Sol                              | Premio Locus a la mejor novela de fantasía           | 6ª        | [ 38 ] |
| 2001 | La Luna y el Sol                              | Premio Seiun a la mejor novela extranjera            | Finalista |        |
| 2005 | Little Faces                                  | Premio James Tiptree Jr.                             | Nominada  |        |
| 2005 | Little Faces                                  | Premio Nébula al mejor relato                        | Finalista | [ 39 ] |
| 2006 | Little Faces                                  | Premio Theodore Sturgeon Memorial                    | Finalista | [ 40 ] |

Robert A. Heinlein dedicó en parte su novela de 1982 Viernes "a ...Vonda, ...".